# Комбле
Комбле (фр. Combleux) насеље је и општина у централној Француској у региону Центар (регион), у департману Лоаре која припада префектури Орлеан.
По подацима из 2011. године у општини је живело 477 становника, а густина насељености је износила 433,64 становника/km². Општина се простире на површини од 1,1 km². Налази се на средњој надморској висини од 90 метара (максималној 110 m, а минималној 95 m).

## Демографија
| 1962. | 1968. | 1975. | 1982. | 1990. | 1999. | 2011. |
| ----- | ----- | ----- | ----- | ----- | ----- | ----- |
| 266   | 283   | 371   | 352   | 383   | 424   | 477   |

График промене броја становника у току последњих година